# Torneo Nacional de Clubes 2023 (Chile)
El Torneo Nacional de Clubes 2023 fue la quinta edición del torneo de rugby de Chile.

## Sistema de disputa
El formato del torneo consistió en etapas de eliminación directa hasta el partido final que determinó el campeón del torneo.

## Desarrollo

### Primera fase
| 21 de octubre | Carneros La Serena | 19 - 32 | Seminario La Serena |  |  |

| 21 de octubre | Armored | 27 - 11 | Búfalos |  |  |

| 21 de octubre | UFRO Rugby | 27 - 42 | Pangue UBB |  |  |

| 21 de octubre | Austral | 38 - 5 | Jabalíes |  |  |

### Segunda fase
| 27 de octubre | Seminario La Serena | 20 - 14 | CDA |  |  |

| 27 de octubre | PWCC | Avanza PWCC | Armored |  |  |

| 27 de octubre | Old Reds | Avanza Old Reds | Old Newlanders |  |  |

| 27 de octubre | DOBS | 95 - 0 | Toros de Quillota |  |  |

| 27 de octubre | Pangue UBB | Avanza Pangue | Old Gergel |  |  |

| 27 de octubre | Rucamanque RC | 27 - 12 | Austral |  |  |

### Tercera fase
| 4 de noviembre | Seminario La Serena | 25 - 80 | Old Boys |  |  |

| 4 de diciembre | PWCC | Avanza PWCC | COBS |  |  |

| 4 de diciembre | Old Reds | 0 - 79 | Old Macks |  |  |

| 4 de diciembre | DOBS | 10 - 24 | Sporting Rugby Club |  |  |

| 4 de diciembre | Pangue UBB | 0 - 91 | Old Johns |  |  |

| 4 de diciembre | Rucamanque RC | 5 - 24 | Club de Rugby Los Troncos |  |  |

### Cuartos de final
| 14 de diciembre | Old Boys | 31 - 17 | PWCC |  |  |

| 11 de diciembre | Old Macks | 15 - 7 | Sporting Rugby Club |  |  |

| 12 de diciembre | Old Johns | 28 - 17 | Club de Rugby Los Troncos |  |  |

| 4 de diciembre | Los Lobos Rugby Club | 24 - 35 | Universidad Católica |  |  |

### Semifinales
| 18 de diciembre | Old Boys | 47 - 25 | Old Macks |  |  |

| 18 de diciembre | Universidad Católica | 36 - 21 | Old Johns |  |  |

#### Final
| 6 de diciembre | Old Boys | 24 - 27 | Universidad Católica |  |  |

| Bandera de Chile             |
| Campeón Universidad Católica |
| Primer título                |